# Varjoon — suojaan

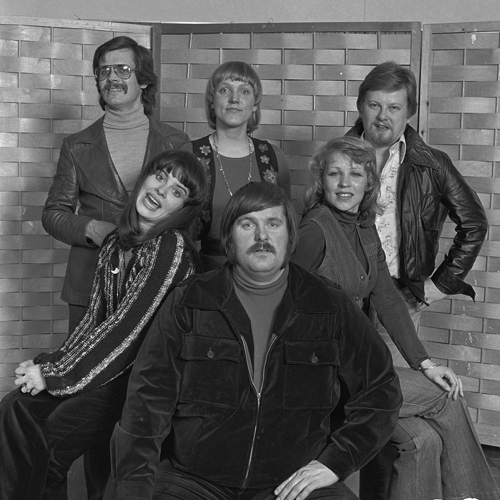
Fredi (centro), intérprete de la canción, en 1976.

«Varjoon — suojaan» —[ˈvɑrjoːn ˈsuojɑːn]; en español: «A la sombra — a la oscuridad»— es una canción compuesta por Lasse Mårtenson e interpretada en finés por Fredi. Se lanzó como sencillo en 1967 mediante Philips Records. Fue elegida para representar a Finlandia en el Festival de la Canción de Eurovisión de 1967 tras ganar la final nacional finlandesa en 1967.

## Festival de Eurovisión

### Final nacional
Esta canción participó en la final nacional para elegir al representante finlandés del Festival de la Canción de Eurovisión de 1967, celebrada el 11 de febrero de ese año en los estudios Yle en Helsinki. Fue presentada por Jaakko Jahnukainen. Un jurado se encargó de la votación. Finalmente, la canción «Varjoon — suojaan» se declaró ganadora con 45 puntos.

### Festival de la Canción de Eurovisión 1967
Esta canción fue la representación finlandesa en el Festival de Eurovisión 1967. La orquesta fue dirigida por Ossi Runne.
La canción fue interpretada 8ª en la noche del 8 de abril de 1967 por Fredi, precedida por Suecia con Östen Warnerbring interpretando «Som en dröm» y seguida por Alemania con Inge Brück interpretando «Anouschka». Al final de las votaciones, la canción había recibido 3 puntos, quedando en 12º puesto junto a Portugal de un total de 17.
Fredi volvería a representar a Finlandia en 1976 con la canción «Pump-Pump» junto a Ystävät, quedando en 11º puesto.
Fue sucedida como representación finesa en el Festival de 1968 por Kristina Hautala con «Kun kello käy».

## Letra
En la canción, el intérprete habla sobre su deseo de escapar del bullicio y la fama de su vida. Explica que sabe que estará solo si se va a la sombra, pero que a pesar de todo siente que será más feliz.

## Formatos
| Disco de vinilo 7" |                                    |          |  |
| N.º                | Título                             | Duración |  |
| 1.                 | «Varjoon — suojaan»                |          |  |
| 2.                 | «Liian myöhään (Too Late My Love)» |          |  |

## Créditos
- Fredi: voz
- Lasse Mårtenson: composición
- Alvi Vuorinen: letra
- Jaakko Borg: producción
- Nacke Johansson'in orkesteri: instrumentación, orquesta
- Philips Records: compañía discográfica

Fuente:

## Historial de lanzamiento
| Región    | Fecha | Formato            | Discográfica    | Ref.  |
| --------- | ----- | ------------------ | --------------- | ----- |
| Finlandia | 1967  | Disco de vinilo 7" | Philips Records | [ 1 ] |